# جيرمين ستيوارت
جيرمين ستيوارت (بالإنجليزية: Jermaine Stewart)‏ هو موسيقي ومغن مؤلف ومغني أمريكي، ولد في 7 سبتمبر 1957 في كولومبوس في الولايات المتحدة، وتوفي في 17 مارس 1997 في هوموود في الولايات المتحدة بسبب سرطان الكبد.

## وصلات خارجية
- جيرمين ستيوارت على موقع IMDb (الإنجليزية)
- جيرمين ستيوارت على موقع روتن توميتوز (الإنجليزية)
- جيرمين ستيوارت على موقع ميوزك برينز (الإنجليزية)
- جيرمين ستيوارت على موقع إن إن دي بي (الإنجليزية)
- جيرمين ستيوارت على موقع أول ميوزيك (الإنجليزية)
- جيرمين ستيوارت على موقع ديسكوغز (الإنجليزية)
- جيرمين ستيوارت على موقع قاعدة بيانات الفيلم (الإنجليزية)